# Censo dos Estados Unidos de 1860
O Censo dos Estados Unidos de 1860 foi o oitavo censo realizado nos Estados Unidos a partir de 1º de junho de 1860 e com duração de cinco meses. Determinou a população dos Estados Unidos em 31.443.321, um aumento de 35,4% sobre as 23.191.875 pessoas enumeradas durante o censo de 1850. A população total incluiu 3.953.761 escravos.
Quando os resultados do censo de 1860 estavam prontos para tabulação, a nação estava afundando na Guerra Civil Americana. Como resultado, o superintendente do censo Joseph C. G. Kennedy e sua equipe produziram apenas um conjunto abreviado de relatórios públicos, sem representações gráficas ou cartográficas. As estatísticas permitiram que a equipe do Censo produzisse uma exibição cartográfica, incluindo a preparação de mapas dos estados do sul, para os comandantes de campo da União. Esses mapas mostravam tópicos militares importantes, incluindo população branca, população escrava, produtos agrícolas predominantes (por condado) e rotas de transporte ferroviário e rodoviário.

## População por estado
| Ranking | Estado               | População |
| ------- | -------------------- | --------- |
| 01      | Nova Iorque          | 3,880,735 |
| 02      | Pensilvânia          | 2,906,215 |
| 03      | Ohio                 | 2,339,511 |
| 04      | Illinois             | 1,711,951 |
| 05      | Indiana              | 1,350,428 |
| 06      | Massachusetts        | 1,231,066 |
| 07      | Virgínia             | 1,219,630 |
| 08      | Missouri             | 1,182,012 |
| 09      | Kentucky             | 1,155,684 |
| 10      | Tennessee            | 1,109,801 |
| 11      | Geórgia              | 1,057,286 |
| 12      | Carolina do Norte    | 992,622   |
| 13      | Alabama              | 964,201   |
| 14      | Mississippi          | 791,305   |
| 15      | Wisconsin            | 775,881   |
| 16      | Michigan             | 749,113   |
| 17      | Luisiana             | 708,002   |
| 18      | Carolina do Sul      | 703,708   |
| 19      | Maryland             | 687,049   |
| 20      | Iowa                 | 674,913   |
| 21      | Nova Jérsia          | 672,035   |
| 22      | Maine                | 628,279   |
| 23      | Texas                | 604,215   |
| 24      | Connecticut          | 460,147   |
| 25      | Arkansas             | 435,450   |
| 26      | Califórnia           | 379,994   |
| 27      | Virgínia Ocidental   | 376,688   |
| 28      | Nova Hampshire       | 326,073   |
| 29      | Vermont              | 315,098   |
| 30      | Rhode Island         | 174,620   |
| 31      | Minnesota            | 172,023   |
| 32      | Flórida              | 140,424   |
| 33      | Delaware             | 112,216   |
| X       | Kansas               | 107,206   |
| X       | Novo México          | 87,034    |
| X       | Distrito de Columbia | 75,080    |
| 34      | Óregon               | 52,465    |
| X       | Utah                 | 40,273    |
| X       | Colorado             | 34,277    |
| X       | Nebraska             | 28,841    |
| X       | Washington           | 11,594    |
| X       | Nevada               | 6,857     |
| X       | Dakota do Sul        | 4,837     |

## População por cidade
| Ranking | Cidade           | Estado               | População | Região       |
| ------- | ---------------- | -------------------- | --------- | ------------ |
| 01      | Nova Iorque      | Nova Iorque          | 813,669   | Nordeste     |
| 02      | Filadélfia       | Pensilvânia          | 565,529   | Nordeste     |
| 03      | Brooklyn         | Nova Iorque          | 266,661   | Nordeste     |
| 04      | Baltimore        | Maryland             | 212,418   | Sul          |
| 05      | Boston           | Massachusetts        | 177,840   | Nordeste     |
| 06      | Nova Orleães     | Luisiana             | 168,675   | Sul          |
| 07      | Cincinnati       | Ohio                 | 161,044   | Centro-Oeste |
| 08      | St. Louis        | Missouri             | 160,773   | Centro-Oeste |
| 09      | Chicago          | Illinois             | 112,172   | Centro-Oeste |
| 10      | Buffalo          | Nova Iorque          | 81,129    | Nordeste     |
| 11      | Newark           | Nova Jérsia          | 71,941    | Nordeste     |
| 12      | Louisville       | Kentucky             | 68,033    | Sul          |
| 13      | Albany           | Nova Iorque          | 62,367    | Nordeste     |
| 14      | Washington       | Distrito de Columbia | 61,122    | Sul          |
| 15      | São Francisco    | Califórnia           | 56,802    | Oeste        |
| 16      | Providence       | Rhode Island         | 50,666    | Nordeste     |
| 17      | Pittsburgh       | Pensilvânia          | 49,221    | Nordeste     |
| 18      | Rochester        | Nova Iorque          | 48,204    | Nordeste     |
| 19      | Detroit          | Michigan             | 45,619    | Centro-Oeste |
| 20      | Milwaukee        | Wisconsin            | 45,246    | Centro-Oeste |
| 21      | Cleveland        | Ohio                 | 43,417    | Centro-Oeste |
| 22      | Charleston       | Carolina do Sul      | 40,522    | Sul          |
| 23      | New Haven        | Connecticut          | 39,267    | Nordeste     |
| 24      | Troy             | Nova Iorque          | 39,235    | Nordeste     |
| 25      | Richmond         | Virgínia             | 37,910    | Sul          |
| 26      | Lowell           | Massachusetts        | 36,827    | Nordeste     |
| 27      | Mobile           | Alabama              | 29,258    | Sul          |
| 28      | Jersey City      | Nova Jérsia          | 29,226    | Nordeste     |
| 29      | Allegheny        | Pensilvânia          | 28,702    | Nordeste     |
| 30      | Syracuse         | Nova Iorque          | 28,119    | Nordeste     |
| 31      | Hartford         | Connecticut          | 26,917    | Nordeste     |
| 32      | Portland         | Maine                | 26,341    | Nordeste     |
| 33      | Cambridge        | Massachusetts        | 26,060    | Nordeste     |
| 34      | Roxbury          | Massachusetts        | 25,137    | Nordeste     |
| 35      | Charlestown      | Massachusetts        | 25,065    | Nordeste     |
| 36      | Worcester        | Massachusetts        | 24,960    | Nordeste     |
| 37      | Reading          | Pensilvânia          | 23,162    | Nordeste     |
| 38      | Memphis          | Tennessee            | 22,623    | Sul          |
| 39      | Utica            | Nova Iorque          | 22,529    | Nordeste     |
| 40      | New Bedford      | Massachusetts        | 22,300    | Nordeste     |
| 41      | Savannah         | Geórgia              | 22,292    | Sul          |
| 42      | Salem            | Massachusetts        | 22,252    | Nordeste     |
| 43      | Wilmington       | Delaware             | 21,258    | Sul          |
| 44      | Manchester       | Nova Hampshire       | 20,107    | Nordeste     |
| 45      | Dayton           | Ohio                 | 20,081    | Centro-Oeste |
| 46      | Paterson         | Nova Jérsia          | 19,586    | Nordeste     |
| 47      | Lynn             | Massachusetts        | 19,083    | Nordeste     |
| 48      | Indianápolis     | Indiana              | 18,611    | Centro-Oeste |
| 49      | Columbus         | Ohio                 | 18,554    | Centro-Oeste |
| 50      | Petersburg       | Virgínia             | 18,266    | Sul          |
| 51      | Lawrence         | Massachusetts        | 17,639    | Nordeste     |
| 52      | Lancaster        | Pensilvânia          | 17,603    | Nordeste     |
| 53      | Trenton          | Nova Jérsia          | 17,228    | Nordeste     |
| 54      | Nashville        | Tennessee            | 16,988    | Sul          |
| 55      | Oswego           | Nova Iorque          | 16,816    | Nordeste     |
| 56      | Covington        | Kentucky             | 16,471    | Sul          |
| 57      | Bangor           | Maine                | 16,407    | Nordeste     |
| 58      | Taunton          | Massachusetts        | 15,376    | Nordeste     |
| 59      | Springfield      | Massachusetts        | 15,199    | Nordeste     |
| 60      | Poughkeepsie     | Nova Iorque          | 14,726    | Nordeste     |
| 61      | Norfolk          | Virgínia             | 14,620    | Sul          |
| 62      | Camden           | Nova Jérsia          | 14,358    | Nordeste     |
| 63      | Wheeling         | Virgínia             | 14,083    | Sul          |
| 64      | Norwich          | Connecticut          | 14,048    | Nordeste     |
| 65      | Peoria           | Illinois             | 14,045    | Centro-Oeste |
| 66      | Fall River       | Massachusetts        | 14,026    | Nordeste     |
| 67      | Sacramento       | Califórnia           | 13,785    | Oeste        |
| 68      | Toledo           | Ohio                 | 13,768    | Centro-Oeste |
| 69      | Quincy           | Illinois             | 13,718    | Centro-Oeste |
| 70      | Harrisburg       | Pensilvânia          | 13,405    | Nordeste     |
| 71      | Newburyport      | Massachusetts        | 13,401    | Nordeste     |
| 72      | Chelsea          | Massachusetts        | 13,395    | Nordeste     |
| 73      | Dubuque          | Iowa                 | 13,000    | Centro-Oeste |
| 74      | Alexandria       | Virgínia             | 12,652    | Sul          |
| 75      | New Albany       | Indiana              | 12,647    | Centro-Oeste |
| 76      | Newburgh         | Nova Iorque          | 12,578    | Nordeste     |
| 77      | Augusta          | Geórgia              | 12,493    | Sul          |
| 78      | Bridgeport       | Connecticut          | 12,106    | Nordeste     |
| 79      | North Providence | Rhode Island         | 11,818    | Nordeste     |
| 80      | Elizabeth        | Nova Jérsia          | 11,567    | Nordeste     |
| 81      | Evansville       | Indiana              | 11,484    | Centro-Oeste |
| 82      | Davenport        | Iowa                 | 11,267    | Centro-Oeste |
| 83      | New Brunswick    | Nova Jérsia          | 11,256    | Nordeste     |
| 84      | Auburn           | Nova Iorque          | 10,986    | Nordeste     |
| 85      | Gloucester       | Massachusetts        | 10,904    | Nordeste     |
| 86      | Concord          | Nova Hampshire       | 10,896    | Nordeste     |
| 87      | Lockport         | Nova Iorque          | 10,871    | Nordeste     |
| 88      | Newport          | Rhode Island         | 10,508    | Nordeste     |
| 89      | Saint Paul       | Minnesota            | 10,401    | Centro-Oeste |
| 90      | New London       | Connecticut          | 10,115    | Nordeste     |
| 91      | Nashua           | Nova Hampshire       | 10,065    | Nordeste     |
| 92      | Newport          | Kentucky             | 10,046    | Sul          |
| 93      | Waterbury        | Connecticut          | 10,004    | Nordeste     |
| 94      | Haverhill        | Massachusetts        | 9,995     | Nordeste     |
| 95      | Dorchester       | Massachusetts        | 9,769     | Nordeste     |
| 96      | Hoboken          | Nova Jérsia          | 9,662     | Nordeste     |
| 97      | Columbus         | Geórgia              | 9,621     | Sul          |
| 98      | Schenectady      | Nova Iorque          | 9,579     | Nordeste     |
| 99      | Atlanta          | Geórgia              | 9,554     | Sul          |
| 100     | Wilmington       | Carolina do Norte    | 9,552     | Sul          |